# Huawei P8 lite
Huawei P8 lite — смартфон, який розробила компанія Huawei і є спрощеною версією Huawei P8. Був представлений 15 квітня 2015 року.

## Дизайн

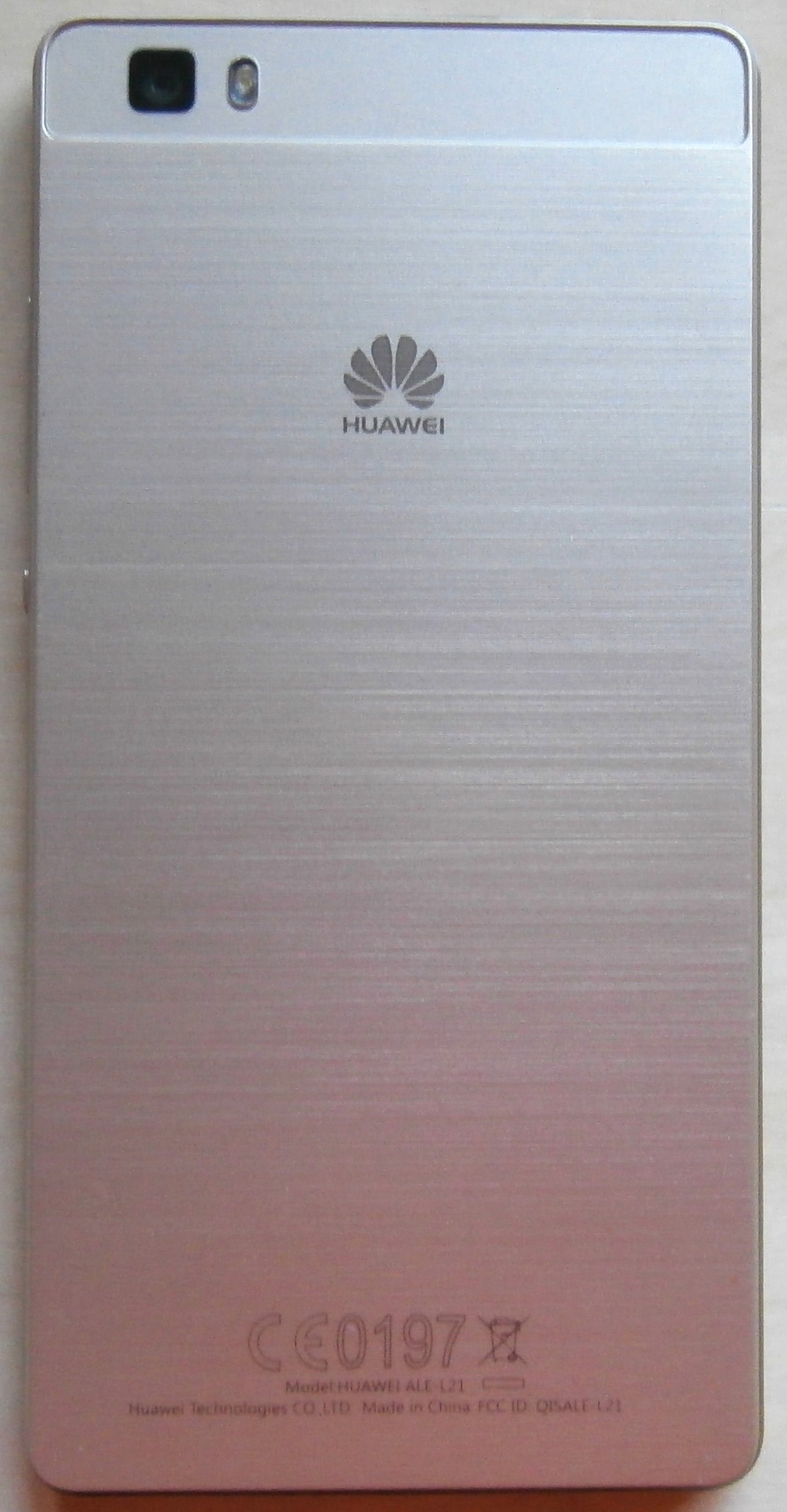
Задня панель P8 lite в золотому кольорі

Екран виконаний зі скла Corning Gorilla Glass 3. Корпус виконаний з пластику зі скляною вставкою зверху.
За дизайном смартфон схожий на Huawei P8.
Знизу розташований роз'єм microUSB, динамік та стилізований під динамік мікрофон. Зверху розміщений другий мікрофон та 3.5 мм аудіороз'єм. З правого боку розміщені кнопки регулювання гучності, кнопка блокування смартфону та слоти, один з яких під 1 SIM-картку, а другий під 1 SIM-картку або карту пам'яті формату microSD до 128 ГБ. Це один з перших смартфонів з гібридним типу слоту.
В Україні Huawei P8 lite продавався в 3 кольорах: чорному, білому та золотому.

## Технічні характеристики

### Платформа
Смартфон отримав процесор Kirin 620 та графічний процесор Mali-450MP4.

### Батарея
Батарея отримала об'єм 2200 мА·год.

### Камера
Смартфон отримав основну камеру 13 Мп, f/2.0 (ширококутний) з автофокусом та здатністю запису відео в роздільній здатності 1080p@30fps. Фронтальна камера отримала роздільність 5 Мп, світлосилу f/2.4 (ширококутний) та здатність запису відео в роздільній здатності 720p@30fps.

### Екран
Екран IPS LCD, 5.0", HD (1920 × 1080) зі щільністю пікселів 294 ppi та співвідношенням сторін 16:9.

### Пам'ять
Смартфон продавався в комплектації 2/16 ГБ.

### Програмне забезпечення
Смартфон був випущений на EMUI 3.1 на базі Android 5.0.2 Lollipop. Був оновлений до EMUI 4 на базі Android 6.0 Marshmallow.